# Johann Melchior Roos
Johann Melchior Roos (Heidelberg, 1663. december 27. – Braunschweig, 1731.) német tájkép- és állatfestő.

## Életpályája, művei
Apja, Johann Heinrich Roos a 17. század egyik legjelentősebb állatfestője volt, és testvére, Philipp Peter Roos is leginkább állatfestészettel foglalkozott.

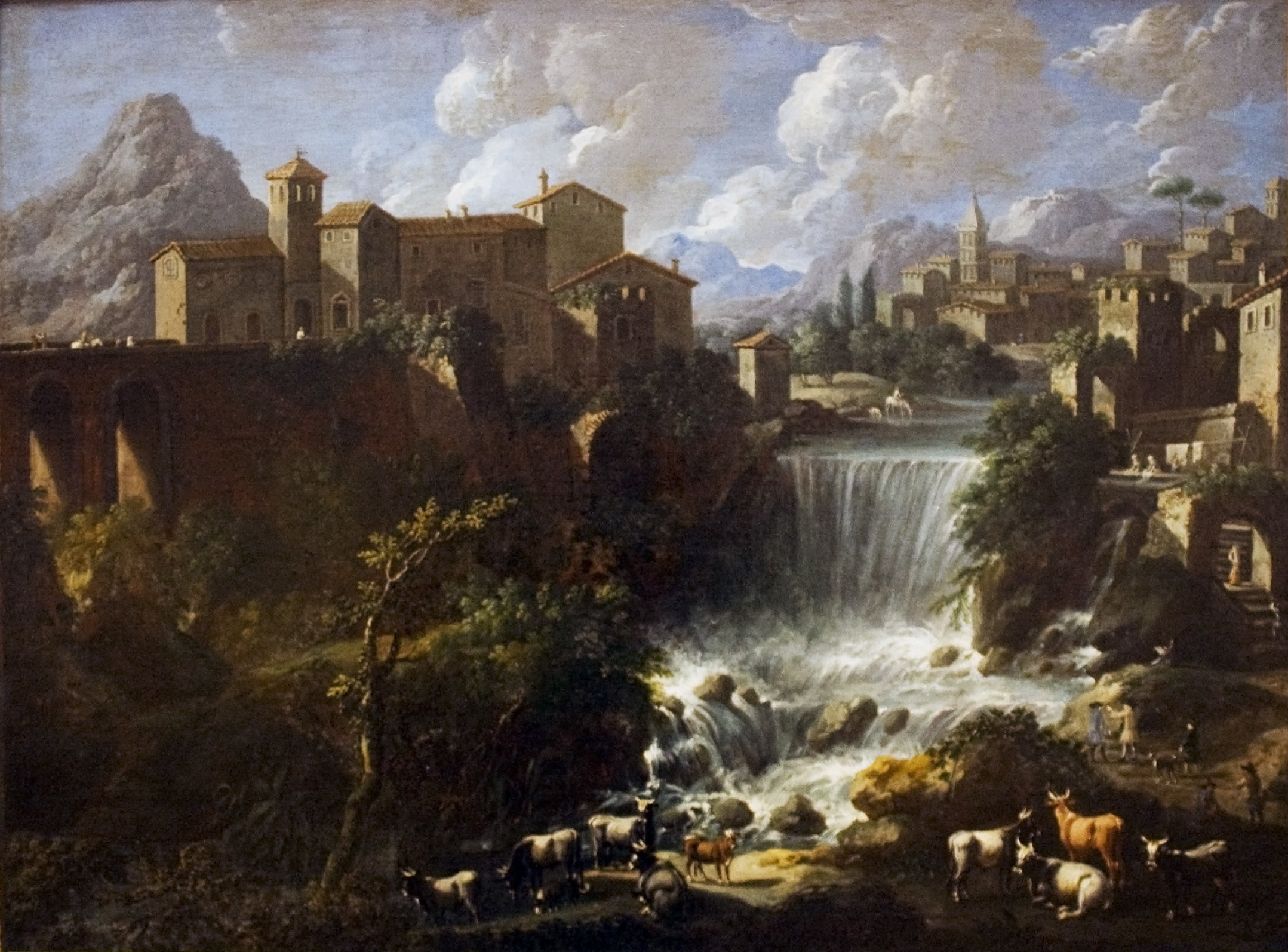
Tivoli vízesése

1686 és 1690 között Itáliában élt. Korabeli szokás szerint a sikerekre vágyó festőknek egész Európából feltétlenül el kellett zarándokolni Itáliába, és ott megfesteni a klasszikus, „festői” témákat. Ezek közé tartozott Tivoli városának mesterségesen kiépített vízesése, amit egyébként később, 1826-ban elsodort egy árvíz.
A festő itt látható képén a vízesést Sybilla templomától a Híd kapu felé nézve ábrázolja. A kompozíció bal oldalán felismerhető az öreg Szt. Márton híd, közepe felé pedig a Szt. András templom harangtornya.
Az épületek kissé szigorú függőlegességét Roos a buja növényzet, emberek és állatok szerepeltetésével oldja fel. A csillogó fényben a kép nagy frissességgel adja vissza a lezuhanó víz erejét, vitalitását, szinte a dübörgését is.
Frankfurtba visszatérve főleg az állatvilág élénk, bár kissé felszínes ábrázolása adta számára is a festői témát.